# Legió II Iulia Alpina
La legió II Iulia Alpina va ser una legió romana que es menciona a la Notitia Dignitatum, on es diu que era una de les divuit legions pseudocomitatenses, i estava destinada a la defensa de la regió dels Alps Cotians. També diu que pertanyia a l'exèrcit Il·liri.
Es creu que va ser fundada per l'emperador Flavi Juli Constant cap a la meitat del segle iv, però potser la podria haver constituït Flavi Juli Crisp, fill de Constantí I el Gran.